# Carcass
Carcass és una banda anglesa d'extreme metal, procedent de Liverpool. Carcass sorgeix com una banda brutal plena d'energia, amb líriques sobre malalties humanes, amb una atmosfera carnissera i plena d'un so cru i intens. Carcass va ser innovador, formant part de l'onada de bandes d'agressivitat com Napalm Death i Pungent Stench.

## Història
Els dos primers àlbums van fer que els fans de la música més extrema es fixessin en ells: al so saturat de soroll, feta amb tota premeditació, s'unien lletres provocatives i viscerals, amb títols tan suggerents com Exhume to Consume o Vomited Anal Tract.
Després dels primers discos la banda va evolucionar cap a un estil més depurat i tècnic. L'equilibri entre agressivitat i tècnica el trobem en el disc  Necroticism: Discanting the Insalubrious, que possiblement és la seva obra més representativa. El disc, dotat de riffs i canvis de ritme molt elaborats, als quals s'uneixen uns textos de pseudomedicina declamats amb una cadència especial per la veu de Jeff Walker, submergeix l'oient en una atmosfera malsana al mateix temps que embriagadora. Un dels temes que més destaca en tots aquests aspectes és Pedigree Butchery.
A mitjans dels 90, després d'editar els seus treballs de major èxit comercial, la banda ja tenia problemes amb la seva discogràfica, que al costat dels diferents punts de vista entre els membres sobre cap a quin destí musical avançar, va acabar amb la dissolució del grup. Bill Steer va anar a fer rock and roll i blues i els membres restants van formar Black Star, inspirats en la cançó del mateix nom de l'àlbum Swansong, orientats a un metall més melòdic influenciat pel hard rock dels 70. Michael Amott, que va deixar la banda abans de la publicació del seu últim i pòstum disc, es va centrar en el que llavors eren projectes paral·lels del guitarrista, Arch Enemy, banda de death metal melòdic i Spiritual Beggars, banda molt influïda pels grans grups de hard-rock dels anys 1970.
Després de la dissolució va veure la llum Wake Up And Smell The Carcass, una mena de testament de la banda en què, a més temes nous es poden trobar rareses i versions en directe.
Jeff Walker va llançar un disc com a solista amb versions de música country, on van col·laborar Bill Steer i Ken Owen. Actualment Carcass torna a tocar en viu i surt a la venda la reedició del disc  Necroticism: Discanting the Insalubrious i "Heartwork" que inclou un DVD documental. Carcass es troba treballant actualment en nou disc juntament el seu nou bateria Daniel Wilding.

## Membres
Membres actuals
- Bill Steer – guitarres, veus secundàries (1985–1996, 2007–present) veu co-líder (1985–1992)[2]
- Jeffrey Walker|Jeff Walker – veu principal, baix (1985–1996, 2007–present)
- Daniel Wilding – bateria (2012–present)
- James 'Nip' Blackford – guitarres (2021–present)

Membres passats
- Sanjiv Sumner – veu principal (1986–1987)
- Carlo Regadas – guitarres (1994–1996)
- Ken Owen – bateria (1986–1996), veus secundàries (1985–1996, veu convidada a Surgical Steel, 2013, convidat en directe 2008, 2009, 2010, 2013)
- Michael Amott – guitarres (1990–1993, 2007–2012)
- Daniel Erlandsson – bateria (2007–2012)
- Ben Ash – guitarres (2013–2018)

Membres de directe
- Mike Hickey – guitarres (1993–1994)
- Tom Draper – guitarres (2018–2021)

## Discografia
| Àlbums d'estudi - 1988: Reek of Putrefaction - 1989: Symphonies of Sickness - 1991: Necroticism: Descanting the Insalubrious - 1993: Heartwork - 1996: Swansong - 2013: Surgical Steel - 2021: Torn Arteries EP - 1989: The Peel Sessions - 1990: Live St. George's Hall, Bradford 15.11.89 - 1992: Tools of the Trade - 1993: The Heartwork EP - 2014: Surgical Remission / Surplus Steel - 2020: Despicable | Demo - 1987: Flesh Ripping Sonic Torment Àlbums recopilatoris - 1996: Wake Up and Smell the Carcass - 1997: Best of Carcass - 2004: Choice Cuts Senzills - 1993: Buried Dreams - 1993: Embodiment - 1993: No Love Lost - 1994: Heartwork - 1995: Swansong Free 2 Song Sampler |

## Videografia
- 2001: Wake up and Smell the Carcass (DVD)